# 방어진초등학교
방어진초등학교(方魚津初等學校)는 대한민국 울산광역시 동구 방어동에 있는 초등학교다.

## 학교 연혁
- 1909년 10월 1일 방어진공립심상소학교 설립인가
- 1946년 4월 25일 방어진공립국민학교 개교
- 1981년 3월 6일 병설유치원 개원
- 1996년 3월 1일 방어진초등학교 개명
- 2018년 3월 1일 제25대 임경호 교장 부임
- 2020년 2월 12일 병설유치원 제39회 졸업(총1,708명)
- 2020년 2월 14일 초등 제75회 졸업(총12,594명)
- 2020년 3월 1일 초등 31학급(특1) 편성

## 학교 상징
- 교화(校花) - 철쭉 : 다년생 꽃나무로 군락을 이루며 봄에 꽃이 피며 화합을 상징함
- 교목(校木) - 은행나무 : 아름답고 수명이 긴 나무로 강한 의지를 상징함

## 참고 자료
- 방어진초등학교 - 한국교육학술정보원 학교알리미